# Сказка (мультфильм)
«Сказка» — советский кукольный мультфильм, созданный в 1990 году режиссёром Натаном Лернером, а также последняя его работа на «Союзмультфильме». Экранизация по одноимённому произведению Даниила Хармса.

## Сюжет
Поэт у себя дома читает вслух стихи, а собачка вытаскивает его на улицу на прогулку. Там старший пожарный объясняет подчинённым от чего защищает каска. Поэт добавляет: «От падающих столбов!» Мальчик Ваня и девочка Леночка кричат из окна: «Вы всё сочиняете!» Поэт отвечает: «Совершенно верно. Причём каждый день. И вы попробуйте.»

Дети начинают сочинять сказку, но так и не могут решить, про кого она будет — про короля и королеву, разбойника и лошадь, кузнеца и летающий молоток, а может про них самих. Сказка оказывается на страницах книги в руках поэта, на обложке напечатано «Хармс».

## Роли озвучивали
В озвучивании принимали участие дети, а также известные актёры:
- Катя Батанова — Леночка
- Серёжа Лернер — Ваня
- Пётр Щербаков — поэт
- Вячеслав Невинный — дворник
- Юрий Авшаров — пожарный

## Съёмочная группа
- Монтажёр — Надежда Трещёва
- Редактор — Наталья Абрамова
- Художники-аниматоры: Ольга Панокина, Татьяна Молодова, Роман Митрофанов, Сергей Косицын
- Куклы и декорации изготовили: Владимир Аббакумов, Олег Масаинов, Павел Гусев, Михаил Колтунов, Виктор Гришин, Валерий Петров, Николай Закляков, Надежда Лярская, Нина Молева, Наталия Барковская, Анна Ветюкова, Владимир Конобеев, Александр Максимов, Владимир Маслов, Александр Беляев, Светлана Знаменская, Лилианна Лютинская, Наталия Гринберг, Елена Озерова
- Директоры съёмочной группы: Григорий Хмара, Вера Лаврик

## Отзывы
Такие фильмы как «Плюх и Плих» (1984) по Бушу-Хармсу, «Сонное царство» из серии «КОАПП» (1985), «Кот, который умел петь» (1988), «Сказка» (1991, по Хармсу), «Счастливый принц» (1992) по праву вошли в золотую фильмотеку советской мультипликации. В эти годы режиссера Лернера уже охотно приглашали работать и на «Союзмультфильм», и в «Экран», для него писали сценарии такие прославленные авторы как Александр Курляндский и Аркадий Хайт, Эдуард Успенский, Людмила Петрушевская, Марина Вишневецкая.
— Наталия Венжер «Наши мультфильмы»